# Boukaïs
Boukaïs (em árabe: ﻳﺲ ﺑﻮﻗﺎ) é uma cidade e comuna localizada no distrito de Lahmar, na província de Béchar, Argélia. Sua população era de 970 habitantes, em 2008.